# Thuja
Las tuyas (Thuja) forman un género de coníferas de la familia de los cipreses (Cupressaceae) originario de las regiones templadas del Hemisferio Norte. Hay cinco especies en el género, dos nativas de Norteamérica y tres del este asiático. El género es monofilético y hermano de Thujopsis.
Suele llamárseles por su apelativo latino arborvítae (‘árbol de la vida’, en latín), debido a su follaje siempreverde.

## Descripción
Son árboles siempreverdes que crecen de 3m hasta los 18m de alto, con una corteza pardo rojiza de textura fibrosa. Las ramas son planas, con las ramillas laterales en un solo plano. 
Las hojas son escuamiformes, de 1–10 mm de largo, excepto en las jóvenes plántulas en su primer año, que tienen hojas aciculares. Están dispuestas en pares decusadas alternadas en cuatro filas a lo largo de las ramillas. Los estróbilos masculinos son pequeños, no conspicuos, y se encuentran en las puntas de las ramillas. Los conos femeninos comienzan de manera semejante no conspicuos, pero crecen hasta 1–2 cm de largo y maduran cuando tienen 6–8 meses de edad; tienen 6-12 escamas que se superponen, delgadas, coriáceas, con 1-2 pequeñas semillas en cada escama con un par de alas laterales estrechas.
La madera de la tuya es liviana, suave y muy aromática, y, según Plinio el Viejo (13), la del Thuja articulata era muy utilizada en la antigüedad para tableros de mesas lujosas que llegaban a costar, en dicha época, verdaderas fortunas.

## Especies aceptadas
- Thuja koraiensis - Tuya de Corea.
- Thuja occidentalis - Tuya del Canadá o tuya occidental.
- Thuja plicata - Tuya gigante.
- Thuja standishii - Tuya del Japón.
- Thuja sutchuenensis - Tuya del Sichuán.

Un híbrido de T. standishi (Tuya del Japón) y  T. plicata (Tuya gigante) se conoce con el nombre del cultivar Thuja 'Green Giant'. 
Otra especie muy distinta y sólo relacionada de manera lejana, anteriormente tratada como Thuja orientalis (Tuya oriental), se trata hoy en un género propio, como Platycladus orientalis. Los parientes más estrechos de Thuja son Thujopsis dolabrata, diferenciado por su espeso follaje y sus conos más robustos, y Tetraclinis articulata (anteriormente clasificado en el género y por la cual se recibe el nombre de Thuja), distintiva en su follaje cuadrangular (no aplanado) y conos con cuatro escamas maderosas y gruesas.

## Ecología
Las especies de Thuja se usan como plantas alimenticias por las larvas de algunas especies de lepidópteros incluyendo Epirrita autumnata, Ectropis crepuscularia y Eupithecia pusillata. Los ciervos comen fácilmente el follaje, y cuando la población de ciervos es alta, puede afectar adversamente al crecimiento de jóvenes árboles y el establecimiento de plantas de semilleros.

## Usos
Las tuyas se cultivan ampliamente como árboles ornamentales, y son usadas ampliamente como setos debido a que sus raíces se extienden en profundidad y no son invasivas para las parcelas vecinas. Una serie de cultivares se hacen crecer y son usados en paisajes. Usualmente, los propietarios las plantan como árboles privados entre ellos y sus vecinos. El cultivar 'Green Giant' es una planta de seto muy popular, creciendo hasta 80 cm por año cuando son jóvenes.
En muchas ocasiones, las tuyas son plantadas en los cementerios como árboles ornamentales, dada su similitud y que pertenecen a la misma familia de coníferas que los cipreses y son habitualmente confundidas por el público en general con estos últimos. Las tuyas suelen estar mucho más ramificadas desde cerca de la base del tronco, éstas suelen tener una corteza más agrietada y, por regla general, son más abombadas en la zona central de la copa, aunque sin una observación detallada son especies que se pueden confundir fácilmente, dado que el color, la forma de las hojas y la altura que pueden alcanzar son muy parecidos.
La madera es ligera, suave y aromática. Puede dividirse fácilmente y se resiste a la decadencia. La madera se ha usado en muchas aplicaciones, desde hacer arcones que repelan la polilla a tablillas. Los postes de Thuja son también a menudo usados para hacer vallas y raíles. La madera de Thuja plicata es a menudo usada para las cajas de las guitarras.
El follaje es rico en vitamina C. Los nativos de Canadá usan las acículas de Thuja occidentalis (Tuya del Canadá) para hacer una infusión que tiene 50 mg de vitamina C por cada 100 g. Esto ayuda a combatir el escorbuto. El aceite de tuya contiene terpeno tuyona que se ha estudiado por su antagonista receptor GABA, con propiedades potencialmente letales.
El aceite de tuya se usa de manera tópica para ayudar al tratamiento del papiloma humano, verrugas y verrugas genitales.

## Taxonomía
El género fue descrito por Carlos Linneo y publicado en Species Plantarum 2: 1002, en 1753.

#### Etimología
Thuja: nombre genérico que proviene del griego antiguo θυία, y luego el latín thya, -ae, que Plinio el Viejo (13, XXX, 100), describe ampliamente y que corresponde a Tetraclinis articulata (anteriormente Thuja  articulata). El vocablo thya, thyon designaba, en un primer tiempo (en Homero) las maderas y árboles de olor perfumado y, más tarde, el término pasó a designar todos los perfumes.